# Jessica Raine
Jessica Raine, pseudonimo di Jessica Helen Lloyd (Eardisley, 20 maggio 1982), è un'attrice britannica.

## Biografia
Nel 2013 prende parte all'episodio Universo nascosto (Hide) della seconda serie televisiva del franchise Doctor Who, episodio con protagonista l'Undicesimo Dottore (Matt Smith), in parte ispirato al romanzo gotico L'incubo di Hill House di Shirley Jackson e in parte al franchise del Bernard Quatermass, in cui l'attrice impersona Emma Grayling, assistente del Professor Alec Palmer. Nello stesso anno compare poi nel film docu-fiction Un'avventura nello spazio e nel tempo (An Adventure in Space and Time), che racconta la genesi della serie televisiva originale del Doctor Who, nel 1963, dove interpreta la produttrice e prima showrunner della serie di fantascienza Verity Lambert.

## Filmografia

### Cinema
- Robin Hood, regia di Ridley Scott (2010)
- Elsewhere, regia di Fran Broadhurst e Mathy Tremewan - cortometraggio (2011)
- The Woman in Black, regia di James Watkins (2012)
- The Runner, regia di Michael O'Kelly - cortometraggio (2013)
- Benjamin, regia di Simon Amstell (2018)
- Black Shore, regia di Jon Park e Grant White - cortometraggio (2018)
- Carmilla, regia di Emily Harris (2019)

### Televisione
- Garrow's Law – serie TV, episodio 1x02 (2009)
- L'amore e la vita - Call the Midwife (Call the Midwife) – serie TV, 23 episodi (2012-2014)
- Doctor Who – serie TV, episodio 7x09 (2013)
- Un'avventura nello spazio e nel tempo (An Adventure in Space and Time) – film TV (2013) - Verity Lambert
- Line of Duty – serie TV, episodio 2x01 (2014)
- Wolf Hall, regia di Peter Kosminsky – miniserie TV, 6 puntate (2015)
- Fortitude – serie TV, 10 episodi (2015)
- Partners in Crime, regia di Edward Hall – miniserie TV, 6 puntate (2015)
- Jericho – serie TV, 8 episodi (2016)
- Inside No. 9 – serie TV, episodio 3x01 (2016)
- The Last Post, regia di Miranda Bowen e Jonny Campbell – miniserie TV, 6 puntate (2017)
- Patrick Melrose, regia di Edward Berger – miniserie TV, 5 puntate (2018)
- Informer – serie TV, 6 episodi (2018)
- Baptiste – serie TV, 4 episodi (2019)
- Becoming Elizabeth – serie TV, 5 episodi (2022)
- The Devil's Hour – serie TV, 11 episodi (2022-2024)

## Programmi televisivi
- The One Show - talk-show (2017) - ospite

## Riconoscimenti
- Critics' Choice Awards
  - 2014 - Candidatura come miglior attrice non protagonista in un film o miniserie TV per Un'avventura nello spazio e nel tempo[1]

## Doppiatrici italiane
Nelle versioni in italiano delle opere in cui ha recitato, Jessica Raine è stata doppiata da:
- Francesca Manicone in L'amore e la vita - Call the Midwife, Fortitude, The Devil's Hour
- Benedetta Ponticelli in Patrick Melrose, Baptiste
- Domitilla D'Amico in Becoming Elizabeth
- Federica De Bortoli in The Woman in Black